# セレクテッド・ミキシーズ・フォー・ザ・ジルテッド・ジェネレーション
『セレクテッド・ミキシーズ・フォー・ザ・ジルテッド・ジェネレーション』 (Selected Mixes For The Jilted Generation) は、イギリス・イングランドのテクノ・バンド、プロディジーのavex traxで企画された日本限定のコンピレーション・アルバム。
Music For The Jilted Generationからのシングルにカップリングされていた曲から9曲が選択され1枚のCDに集められている。

## 収録曲
1. One Love (Jonny L Remix)
シングル『One Love』の収録曲
2. No Good (Start The Dance) (Bad For You Mix)[1]
シングル『No Good (Start The Dance)』の収録曲
3. No Good (Start The Dance) (CJ Bollands Museum Mix)
シングル『No Good (Start The Dance)』、EP『Voodoo People』(US盤)の収録曲
4. Voodoo People (Dust Brothers Remix)[1][2]
シングル『Voodoo People』、EP『Voodoo People』(US盤)の収録曲
5. Voodoo People (Haiti Island Remix)
EP『Voodoo People』(US盤)の収録曲
6. Goa (The Heat The Energy Part 2)[1]
シングル『Voodoo People』の収録曲
7. Poison (Environmental Science Dub Mix)
シングル『Poison』の収録曲
8. Rat Poison[1]
シングル『Poison』、EP『Voodoo People』(US盤)の収録曲
9. Scienide[1]
シングル『Poison』の収録曲